# Естадио Сентенарио
Естадио „Сентенарио“ (на испански: Estadio Centenario, centenario – столетие) е футболен стадион в Монтевидео, Уругвай. На него играят домакинските си мачове националният отбор на Уругвай и „Пенярол“.
Построен е по случай 100-годишнината от първата уругвайска конституция и е открит точно 100 години след нейното подписване – на 18 юли 1930 г. с мач от първото в историята Световно първенство по футбол.
На този стадион се играе финалът на първенството, в който домакините побеждават Аржентина с 4:2. Освен това стадионът домакинства на четири първенства Копа Америка (1942, 1956, 1967 и 1995), като и четирите пъти Уругвай печели купата. Първоначално „Сентенарио“ събира 100 000 души, но днес капацитетът е намален на 76 609 места, от които 65 000 са седящи. По този показател се нарежда на 33-то място в света. Любопитен факт е, че на този стадион дори световна сила във футбола като Бразилия има само две победи от 20 мача срещу Уругвай.

## Световно първенство по футбол 1930
„Сентенарио“ домакинства на десет мача от световното първенство през 1930 г. Стадионът е трябвало да бъде готов още преди началото на първенството, но заради дъждовното време и забавяне в строежа той е завършен пет дни след началото на турнира. Преди това мачовете се играят на други стадиони в Монтевидео.
| 18 юли, Група 3   |   |           |           |
| Уругвай           | - | Перу      | 1:0 (0:0) |
| 19 юли, Група 1   |   |           |           |
| Франция           | - | Чили      | 0:1 (0:0) |
| 19 юли, Група 1   |   |           |           |
| Мексико           | - | Аржентина | 3:6 (1:3) |
| 20 юли, Група 2   |   |           |           |
| Бразилия          | - | Боливия   | 4:0 (1:0) |
| 20 юли, Група 4   |   |           |           |
| Парагвай          | - | Белгия    | 1:0 (1:0) |
| 21 юли, Група 3   |   |           |           |
| Уругвай           | - | Румъния   | 4:0 (3:0) |
| 22 юли, Група 1   |   |           |           |
| Аржентина         | - | Чили      | 3:1 (2:1) |
| 26 юли, Полуфинал |   |           |           |
| Аржентина         | - | САЩ       | 6:1 (1:0) |
| 27 юли, Полуфинал |   |           |           |
| Уругвай           | - | Югославия | 6:1 (4:1) |
| 31 юли, Финал     |   |           |           |
| Уругвай           | - | Аржентина | 4:2 (1:2) |